# Cupido argiades
Cupido argiades (sin. Everes argiades) es un insecto lepidóptero ropalócero de la familia Lycaenidae.

## Distribución
Su área de distribución abarca desde el centro y sur de Europa, a través de Asia hasta el Japón. 
En la península ibérica sólo se encuentra al norte.

## Hábitat
Vive en zonas arbustivas con flores, márgenes herbosos y claros de bosque. La oruga se alimenta de Loto corniculatus, Loto uliginosus, Coronilla varía, Medicago sativa, Medicago lupulina, Trifolium pratense, Astragalus glycyphyllos, etc. 

## Período de vuelo
Vuela en dos generaciones al año, (Voltinismo): la primera entre finales de abril y medios de junio y la segunda entre julio y agosto.